# Polivinil butiral
O PVB é uma resina usada geralmente para as aplicações que requerem uma adesão forte,  que tenha claridade óptica e flexibilidade. A aplicação principal é na produção de vidros laminados, como os do pára-brisas.